# Pepero

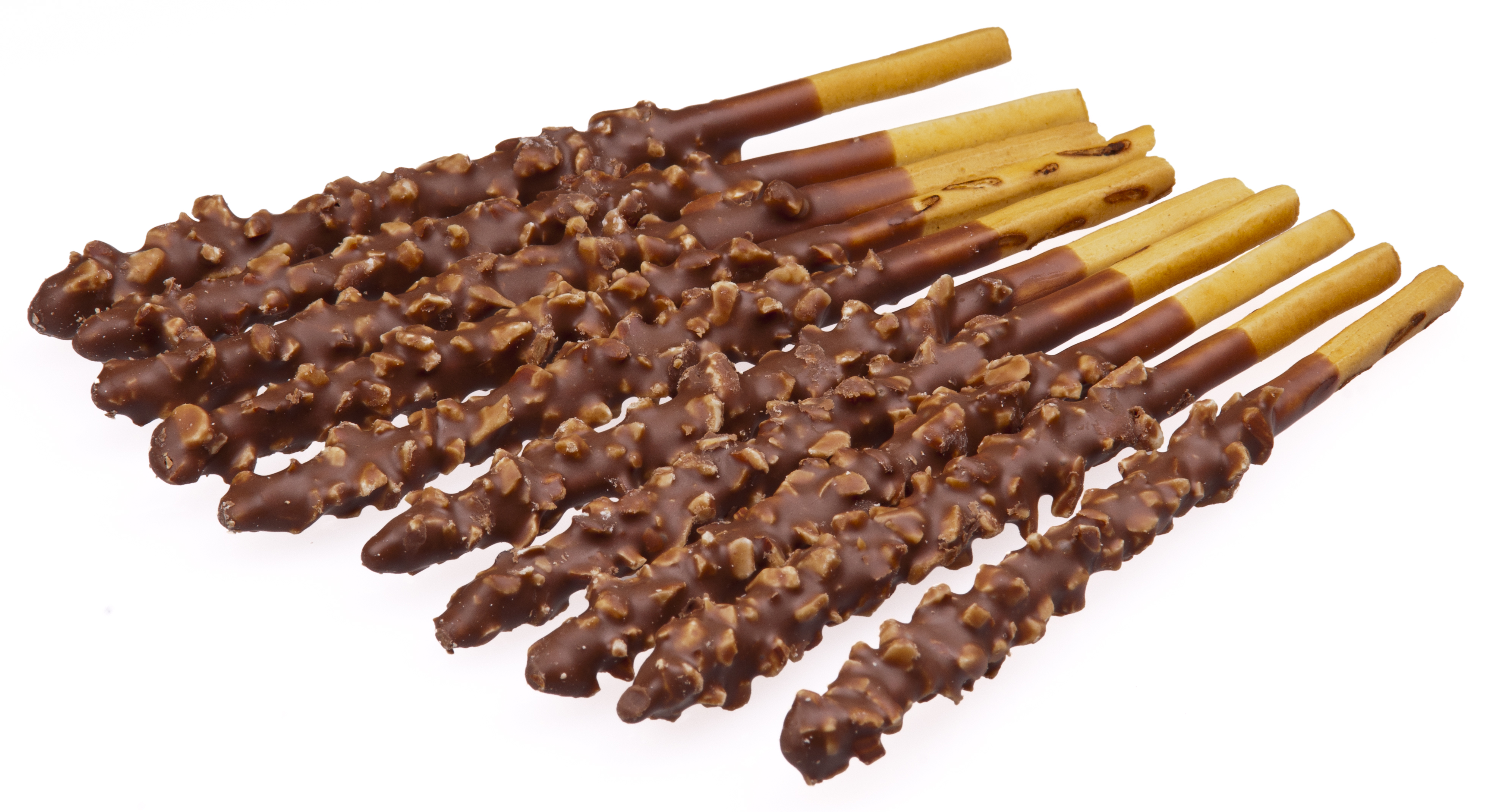
Pepero de chocolate con almendras

Pepero (en hangul, 빼빼로) es una golosina surcoreana que consiste en un bastón de galleta con cobertura de sabor, normalmente chocolate. Es producido por Lotte Confectionery, subdivisión de Lotte.
Salió a la venta por primera vez en 1983 con sabor a chocolate con leche. El producto era una réplica de Pocky, un snack japonés producido por la compañía Ezaki Glico desde 1966 y que en Europa se llama Mikado. Actualmente hay más variedades como chocolate blanco, fresa, almendra, cacao y queso, así como ediciones por tiempo limitado, que han convertido a Pepero en una de las marcas más vendidas de Lotte.

## Día del Pepero
En Corea del Sur, existe una tradición similar a San Valentín, el «Día del Pepero», una festividad no oficial que se celebra cada 11 de noviembre y ha sido impulsada por la propia Lotte. Ese día, las parejas jóvenes y los grupos de amigos se regalan cajas de Pepero como muestra de afecto. La primera vez que se tuvo constancia de ello fue en 1994 y desde entonces Lotte lo ha aprovechado para promocionar el lanzamiento de ediciones especiales y anuncios con famosos.